# Galeotto di Campofregoso

Stemma nobiliare dei Fregoso

Galeotto Campofregoso (Genova, 1417 circa – Virgoletta, 1471) è stato un condottiero italiano.

## Biografia
Nato a Genova intorno al 1417, figlio di Giovanni (1397-1442) e di Orsetta Fieschi, appartiene alla numerosa famiglia dei dogi genovesi Fregoso o Campofregoso. 

Condottiero militare, spesso in contrasto con la famiglia stessa e con l'azione politica dei dogi della metà del XV secolo, dopo le battaglie operate dalla repubblica genovese contro i marchesi Malaspina di Lunigiana a cui prese parte, ricoprì vari titoli e fu signore di Virgoletta ove costruì la sua residenza nobiliare e visse fino al suo assassinio nel 1471.

## L'invasione della Lunigiana e la presa di Virgoletta
Nel mese di giugno del 1449 Galeotto di Campofregoso comanda l'invasione del marchesato di Villafranca in Lunigiana per conto dei Genovesi su mandato del cugino doge Lodovico Fregoso. L'invasione, dopo alterne vicende, lo porta ad insediarsi presso il castello di 
Virgoletta dal quale governa le operazioni. 
È nominato co-signore di Sarzana e signore di Montevignale, Bastia, Panicale, Licciana oltre che di Virgoletta. 

Negli anni successivi opera importanti ristrutturazioni all'antico castello dei Malaspina trasformandolo in un moderno palazzo rinascimentale.

## Il mantenimento del potere
Nel 1452 ratifica, con altri nobili del territorio, l'accordo tra Milano, Genova e Firenze che per qualche anno avrebbe dato stabilità alla zona e si mette al servizio del nuovo doge, il cugino Pietro, con il quale aveva avuto in precedenza contrasti e da cui ora riceveva protezione sia personale sia per il suo feudo di Virgoletta. 

Per conto del cugino è coinvolto nei contrasti con la famiglia Fieschi, signori del Levante Ligure. Galeotto viene catturato mentre è su un leudo in armi al largo di San Fruttuoso a Portofino e poi liberato dai Fieschi. Nel 1453, mentre era temporaneamente castellano di Savona, è al centro di una lite con alcuni cittadini di Levanto divenuta poi la causa e il pretesto di una forte rottura tra il doge Pietro Campofregoso e Giovanni Filippo Fieschi, desideroso, quest'ultimo, di prendere il potere a Genova. 

Nel 1462 Galeotto sposa la contessa ferrarese Maria de Costabili che diviene castellana di Virgoletta sotto la protezione dell'amico Borso d'Este, signore di Ferrara, che tutelava formalmente la presenza del Campofregoso nel cuore delle terre malaspiniane. Dalla nobile ebbe due figlie: Lucrezia e Isabella.

## Complotti e assassinio
Nel 1455, mentre era Capitano a Chiavari, subisce un primo complotto da parte di alcuni uomini fedeli ai Malaspina. La vicenda si conclude con la cattura e la condanna a morte dei congiurati. 

Nel 1471, con l'intenzione di dare il feudo ai Fiorentini, il marchese Cristiano Malaspina di Bagnone e il connestabile Corrado di Buono detto Fantauzzo di Filattiera lo assassinano con l'inganno nel suo castello di Virgoletta. 

L'azione porta però a una destabilizzazione temporanea dei rapporti tra Firenze e Milano, che si risolve, dopo forti tensioni, con la restituzione, nel 1474, di Virgoletta a Teodorina Malaspina di Villafranca. 

La tentata rivalsa del fratello di Galeotto, Giovanni di Campofregoso, si conclude senza successo..